# Lista över ledamöter av Sveriges riksdags första kammare 1914
Det här är en lista över ledamöter av Sveriges riksdags första kammare 1914.
Yrkestiteln anger ledamöternas huvudsakliga sysselsättning. Riksdagsarbetet var vid den här tiden inget heltidsjobb. I de fall ledamoten saknar egen sida har känt födelseår skrivits ut.

## Stockholms stad
- Johan Fredrik Ivar Afzelius, ordf. i Lagberedningen, h, f. 1848
- Ernst Klefbeck, komminister, s, f. 1866
- Sixten von Friesen, lektor, fullmäktig i Riksbanken, f. 1847
- Knut Agathon Wallenberg, f, bankdirektör
- Jan Berglund, kassör, s, f. 1864
- Ernst Trygger, f.d. justitieråd, h, f. 1857
- Herman Lamm,  grosshandlare, l, f. 1853
- Johan Östberg, kammarrättsråd, h, f. 1855
- Charles Lindley, transportarbetareförbundets förtroendeman, s

## Stockholms län
- Joachim Beck-Friis, friherre, bruksdisponent, h, f. 1856
- Gustaf Lagerbjelke, greve, sekreterare, h, f. 1860
- Gustaf Fredrik Östberg, fullmäktig i Riksgäldskontoret, h, f. 1847
- Gustaf Fredrik Steffen, professor, s, f. 1864
- William Montgomery, godsägare, l, f. 1859

## Uppsala län
- Otto Strömberg, bruksdisponent, h, f. 1856
- Johan von Bahr, akademisekreterare, h, f. 1860
- Johan Carl Wilhelm Tyrén, professor, högervilde, f. 1861
- Nils Erik Alexanderson, professor, l, f. 1875

## Södermanlands län
- Fredrik Wachtmeister, greve, univ.kansler, h, f. 1855
- Gustaf Tamm, hovstallmästare, l, f. 1866
- Ernst Lindblad, domänintendent, h, f. 1857
- Anders Christenson Lindblad, redaktör, s, f. 1866
- Oskar Eklund, direktör, l, f. 1861

## Östergötlands län
- Philip Klingspor, greve, hovmarskalk, h
- Johan Gabriel Beck-Friis, friherre, kammarherre, ryttmästare , h
- David Kristian Bergström, statsråd, l, f. 1858
- Gunnar Ekelund, bruksägare, h, f. 1850
- Herman Fleming, friherre, major, h, f. 1859
- Fredrik Berglund, lokomotivmästare, l, f. 1858
- Bror Kjellgren, bruksägare, h, f. 1865

## Norrköpings stad
- Carl Johan Gustaf Swartz, fabriksidkare, h

## Jönköpings län
- Carl von Mentzer, kronofogde, h, f. 1857
- Karl Johan Alfred Gustafsson, lantbrukare, h, f. 1862
- Per Alfred Petersson, statsråd, l, f. 1860
- Karl Ekman, assessor, h, f. 1863
- Jacob Spens, greve, h, f. 1861
- Ernfrid Gelotte, fabrikör, l, f. 1863

## Kronobergs län
- Aaby Ericsson, major, f. 1859
- August Ljunggren, direktör, l, f. 1874
- Adolf Roos, lantbruksingenjör, h, f. 1858
- Axel Rooth, häradsskrivare, h, f. 1858
- Alexis Hammarström, landshövding, h

## Kalmar län, norra delen
- Åke Hugo Hammarskjöld, godsägare, h
- Conrad Cedercrantz, landshövding, h, f. 1854
- Charodotes Meurling, kontraktsprost, h, f. 1847

## Kalmar län, södra delen
- Klas Malmborg, godsägare, h, f. 1865
- Rudolf Kjellén, professor, h, f. 1864
- Carl Boberg, redaktör, h, f. 1859
- Valerius Olsson, regementspastor, h, f. 1862

## Gotlands län
- Theodor af Ekenstam, häradshövding, h, f. 1858
- Per Forssman, disponent, h, f. 1861

## Blekinge län
- Axel Hansson Wachtmeister, greve, landshövding, h, f. 1855
- Johan Ingmansson, godsägare, l, f. 1845
- Hans Ericson, kommendörkapten, h, f. 1868
- Frithiof Söderbergh, borgmästare i Karlshamn, l, f. 1864

## Kristianstads län
- Johan Nilsson i Skottlandshus, lantbrukare, h
- Bror August Petrén, statsråd, l
- Adolf Dahl, rådman, h, f. 1868
- Gerhard Louis De Geer, friherre, landshövding, l, f. 1854
- Johan Gyllenstierna, friherre, major, h, f. 1857
- Gustaf Eliasson, grosshandlare, l, f. 1867

## Malmöhus län
- Henrik Cavalli, Riksgäldsfullmäktiges ordförande, h,  f. 1852
- Paul Paulson, godsägare, h, f. 1851
- Olof Olsson, läroverksadjunkt, s, f. 1872
- Nils Samuel Stadener, kyrkoherde, l
- Nils Trolle, friherre, hovjägmästare, h, f. 1859
- Knut von Geijer, borgmästare i Trelleborg, h, f. 1864,
- Carl Fredrik Beckman, godsägare, h, f. 1862
- Helge Bäckström, professor, s, f. 1865
- Olof Bruce, överlärare, l, f. 1867
- Carl Oscar Ferdinand Trapp, v. konsul, h, f. 1847

## Malmö stad
- Anders Antonsson, måleriidkare, h, f. 1856
- Fritz Harald Hallberg, landssekreterare, h, f. 1851

## Hallands län
- Ludvig Danström, f. d. redaktör, h, f. 1853
- Birger Jönsson, lantbrukare, h, f. 1857
- Johan Severin Almer, stadsläkare, l
- Richard Hermelin, godsägare, friherre, h, f. 1862

## Göteborgs och Bohus län
- Johan Larsson i Presstorp, lantbrukare, l, f. 1853
- Melcher Lyckholm, bryggare, h, f. 1856
- Sixten Neiglick, borgmästare i Uddevalla, l, f. 1862
- Eric Hallin, kammarherre, h, f. 1870
- Herman Wrangel, generalmajor, h, f. 1859
- Ludvig Widell, överdirektör, h, f. 1870

## Göteborgs stad
- Erik Trana, justitieborgmästare i Göteborg, h, f. 1847
- Karl Gustaf Karlsson, handlande, l, f. 1856
- Carl Bastiat Hamilton, greve, h, f. 1865
- Otto Mannheimer, häradshövding, l

## Älvsborgs län
- Carl Magnusson på Löfås, godsägare, h, f. 1866
- Axel Hedenlund, bankdirektör, h, f. 1859
- Otto Silfwerschiöld, friherre, godsägare, h, f. 1871
- Johan Johanson i Valared, lantbrukare, h, f. 1850
- Lorentz Thorwald Köhlin, maskiningenjör, h, f. 1854
- Johan Ekman, f.d. konsul, l, f. 1854
- Olaus Pettersson i Småkulla, lantbrukare, l, f. 1859
- Gustaf Kobb, professor, l, f. 1863

## Skaraborgs län
- Nils Posse, greve, godsägare, h, f. 1853
- Ernst Hedenstierna, borgmästare, h, f. 1847
- Johan August Forss, fabrikör, l,  f. 1855
- Gustaf Barthelson, överjägmästare, h, f. 1854
- August Bellinder, lektor, h, f. 1845
- Fabian Otto Gerhard De Geer, friherre, landshövding, h, f. 1850
- Wilhelm Gullberg, predikant, l, f. 1868

## Värmlands län
- Knut Larsson, major, h, f. 1857
- Johan Carlsson, godsägare, h, f. 1864
- Mauritz Hellberg, redaktör,l, f. 1859
- Åke Ingeström, direktör, l, f. 1867
- Karl Axel Nilsson, järnhandlare, l, f. 1848
- August Lindh i Kil, grosshandlare, l, f. 1876
- Gerhard Magnusson, bankdirektör, s, f. 1872

## Örebro län
- Johan Theodor Gripenstedt, friherre, f.d. ryttmästare, h, f. 1851
- Anton Hahn, fabrikör, l, f. 1846
- Oscar Olsson, seminarieadjunkt, s, f. 1877
- Per Carlberg, bruksägare, h, f. 1846
- Elof Ljunggren, redaktör, l, f. 1869
- Ivan Svensson, bruksägare, h, f. 1858

## Västmanlands län
- Samuel Clason, professor, h, f. 1867
- Adam Hult, ombudsman, l, f. 1870
- Alexander Hamilton, greve, godsägare, h, f. 1855
- Edvard Otto Vilhelm Wavrinsky, ordenschef, s, f. 1848

## Kopparbergs län
- Anders Pers, redaktör, l, f. 1860
- Lars Emil Gezelius, vice häradshövding, h, f. 1864
- Alfred Petrén, överinspektör, s, f. 1867
- Carl Fredrik Holmquist, landshövding, l, f. 1857
- Ollas Anders Ericsson i Ovanmyra, hemmansägare, h, f. 1858,
- Waldemar Skarstedt, redaktör, l, f. 1861

## Gävleborgs län
- Carl Gustaf Ekman, redaktör, l, f. 1872
- Olof Jonsson i Hov, fullmäktig i Riksbanken, h, f. 1839
- Carl Gustaf Wickman, partikassör, s, f. 1856
- Lars Olsson i Hov, hemmansägare, l
- Erik Jonsson i Fors, hemmansägare, l, f. 1860
- Theodor Odelberg, f.d. landshövding, h, f. 1847

## Gävle stad
- Hugo Erik Gustaf Hamilton, greve, landshövding, h, f. 1849

## Västernorrlands län
- Hugo Fahlén, auditör, h, f. 1865
- Svante Herman Kvarnzelius, bleckslagerimästare, l, f. 1864
- Gustaf Oscar Knaust, grosshandlare, h, f. 1852
- Alfred Stärner, redaktör, l, f. 1864
- Jonas Erik Schödén, lantbrukare, h, f. 1853
- Harald Hjärne, f.d. professor, h
- Johan Sandler, folkhögskolföreståndare, l, f. 1858

## Jämtlands län
- Kristoffer Isidor von Stapelmohr, borgmästare i Östersund, h, f. 1849
- Gottfrid Roman, häradsskrivare, l, f. 1863
- John Östling, grosshandlare, l, f. 1859

## Västerbottens län
- Karl Grubbström, lantmätare, l, f. 1871
- Anders Åström, disponent, h, f. 1859
- Gustav Rosén, redaktör, l, f. 1876
- Henning Theodor Biörklund, landshövding, h, f. 1849

## Norrbottens län
- Jacob Timoteus Larsson, statsråd, l (till 1914)

ersatt av: Paul Hellström, sekreterare, l
- Olof Bergqvist, biskop, h
- Manne Asplund, gruvingenjör, s, f. 1872
- Axel Fagerlin, borgmästare i Luleå, h, f. 1855